# NGC 7309
NGC 7309 é uma galáxia espiral barrada (SBc) localizada na direcção da constelação de Aquarius. Possui uma declinação de -10° 21' 22" e uma ascensão recta de 22 horas, 34 minutos e 20,6 segundos.
A galáxia NGC 7309 foi descoberta em 28 de Novembro de 1785 por William Herschel.